# Oxfordshire
Oxfordshire (soms afgekort tot Oxon, van de Latijnse benaming Oxonia) is een shire-graafschap (non-metropolitan county OF county) in het zuidoosten van Engeland. Het grenst aan de graafschappen Berkshire, Buckinghamshire, Gloucestershire, Northamptonshire, Warwickshire en Wiltshire.
De hoofdstad is Oxford, bekend vanwege zijn universiteit. Andere belangrijke nederzettingen zijn Abingdon, Bicester, Banbury, Kidlington en Wantage. Het westen van het graafschap wordt soms wel tot de home counties gerekend.
Het gebied kent een grote toeristenindustrie. Het graafschap staat naast de universiteit bekend om de grote concentratie van bedrijven en faciliteiten voor de motorsport.

## Geschiedenis
Het bestaan van Oxfordshire als administratieve regio gaat terug tot de 11e eeuw, toen het nog geheel ten noorden van de rivier de Theems lag. Sindsdien is het gebied altijd van belang geweest; de vruchtbare landbouwgrond kon de steden in zuidelijk Engeland van voedsel voorzien en sinds 1089 was in Oxford de eerste universiteit van het land gevestigd. De naam is afgeleid van het Angelsaksische Oxenaford ("oversteekplaats van de ossen").
Vanaf de 13e eeuw behoorde het graafschap tot de wol-producerende regio van de Cotswolds, een heuvelgebied in centraal Engeland. Na 1600 ging men hier ook als eerste het Engels raaigras telen voor de zaadhandel.
In 1839 werd Didcot aangesloten op het spoorwegnet. Het automerk Morris werd in 1912 opgericht in Oxford. Het district van Oxfordshire ten zuiden van de Theems, Vale of White Horse, werd in 1974 bij het graafschap gevoegd. Daarvoor behoorde het tot het aangrenzende Berkshire.

## Overheid

### Overzicht districten
| Lokaal bestuurde gebieden en plaatsen | Lokaal bestuurde gebieden en plaatsen |
| Nr.                                   | District                              |
| ------------------------------------- | ------------------------------------- |
| 1                                     | Oxford                                |
| 2                                     | Cherwell                              |
| 3                                     | South Oxfordshire                     |
| 4                                     | Vale of White Horse                   |
| 5                                     | West Oxfordshire                      |

| Detailkaart |
| ----------- |
|             |

### Politiek
Oxfordshire heeft als overkoepelende overheid een county council, die zetelt in Oxford. Deze raad bestaat uit 74 gekozen raadsleden. Daarnaast zijn er vijf districten, elk geleid door een district council. Op lokaal niveau zijn er 317 gemeentes en parishes. In het Britse parlement zetelen zes kamerleden uit Oxfordshire: vier Tories, één Labour-lid en één Liberal Democrat. In het Europees Parlement wordt het graafschap vertegenwoordigd door de tien Europarlementariërs voor de regio South East England.

## Geografie
Het graafschap is grotendeels landelijk, met slechts enkele nederzettingen van meer dan 10.000 inwoners. Centraal Oxfordshire wordt gevormd door de laaggelegen kleigronden rond de rivier de Theems. Het noorden van het graafschap bestaat uit kalksteen en behoort tot de nationaal park de Cotswolds, dat zich uitstrekt van Somerset tot Worcestershire. Samen met Berkshire en Buckinghamshire onderhoudt Oxfordshire in totaal negentig natuurreservaten. Ook in het zuidoost van Oxfordshire liggen de Chilterns, dat zich uitstrekt binnen Buckinghamshire.

### Aangrenzende graafschappen
| Noordwesten: Warwickshire | Noorden: Warwickshire | Noordoosten: Northamptonshire |
| Westen: Gloucestershire   | Oxfordshire           | Oosten: Buckinghamshire       |
| Zuidwesten: Wiltshire     | Zuiden: Berkshire     | Zuidoosten: Berkshire         |

## Demografie
Van de bevolking is 14,5% ouder dan 65 jaar. De werkloosheid bedraagt 1,8 % van de beroepsbevolking.
Het aantal inwoners steeg van ongeveer 576.100 in 1991 naar 605.488 in 2001. Oxfordshire is het dunstbevolkte graafschap van het zuidoosten van Engeland.

## Economie
In 2003 bedroeg de bruto toegevoegde waarde van Oxfordshire ₤12.942 miljoen (€18.57 miljoen). De tertiaire sector is met 77% het grootst. De aandelen van de industrie en de landbouw bedragen respectievelijk 21 en 0,7 procent. Samen met de aangrenzende graafschappen Buckinghamshire en Berkshire vormt Oxfordshire na de City of London de rijkste regio van Groot-Brittannië, en de op zes na rijkste in de Europese Unie.

## Nederzettingen
Oxfordshire is grotendeels landelijk gebleven, ondanks de sterk ingekrompen agriculturele sector. Oxford is het culturele en administratieve centrum. Cursief weergegeven plaatsen behoorden tot 1974 tot Berkshire.
- Abingdon
- Banbury
- Bicester
- Burford
- Carterton
- Chipping Norton
- Didcot
- Faringdon
- Henley-on-Thames
- Oxford
- Thame
- Wallingford
- Wantage
- Witney
- Woodstock

## Afkomstig uit Oxfordshire
- John Owen (1616-1683), puriteins theoloog
- Henry Rawlinson (1810-1895), archeoloog
- Dorothy L. Sayers (1893-1957), schrijfster